# 蓮池藩
蓮池藩（日语：／ Hasunoike-han */?）是日本肥前國佐賀郡蓮池的藩，寬永16年（1639年）9月創藩，明治4年7月14日（1871年8月29日）廢藩，原本是佐賀藩的一部分，石高在高峰期達52,625石，藩廳是蓮池城，藩校是創建於天明4年9月6日（1784年10月19日）的成章館，慶應2年（1866年）改稱育英館。人口方面，元祿12年（1699年）時是25,172人，安永8年（1779年）時是25,285人，安政4年（1857年）時是35,900人，明治3年（1870年）時則是31,461人。江戶藩邸方面，上屋敷位於麻布龍土町，下屋敷是芝二本榎。藏屋敷則是北濱白子町。

## 歷史
寬永12年（1635年），佐賀藩藩主鍋島勝茂嫡子鍋島忠直死去，由於忠直嫡子鍋島光茂當時年僅四歲，加上勝茂三子鍋島直澄是他與德川家康姪女高源院之子，因此勝茂打算讓其迎娶忠直之妻惠照院來繼位。不過，此事遭到直澄的庶兄鍋島元茂以及家老多久安順等人強烈反對而告吹。作為替代方案，勝茂又出讓直澄與光茂平分藩領，不過依然遭到多人反對，最終在寬永16年（1639年）9月將35,624石（物成按五成計算為17,812石）以內分分知形式分予直澄。寬永17年（1640年），直澄獲江戶幕府承認為部屋住大名。同年，直澄獲加增物成3,238石，寬永19年（1642年）的分限帳便記載其知行是42,100石。正保2年（1645年），由於改以四成來計算，因此蓮池藩的表高增至52,625石，物成則是21,050石。慶安4年（1651年），藩領南川原與佐賀藩藩領上久間山交換。
承應3年（1654年），原本定居於佐賀城三之丸的直澄轉移自蓮池館，由於藩領遍佈於五郡內，管治上非常不便，因此直澄提出轉移至藤津郡鹽田來進行管治，不過未被接納。寬文5年2月28日（1665年4月13日），直澄隱居於鹽田，由其子鍋島直之繼位。延寶9年8月1日（1681年9月12日），直之由於在未經佐賀藩許可下以慶祝八朔 (日期)為由將太刀獻予幕府而遭到佐賀藩藩主鍋島光茂嚴詞斥責。天和3年（1683年），光茂通過制定三家格式確立佐賀藩與支藩蓮池藩、小城藩和鹿島藩的主從關係，各支藩的藩主被視為佐賀藩藩主的家臣。
元祿年間（1688年至1704年），蓮池藩的財政惡化，參勤交代、公儀奉公以及河川工程等的普請也導致蓮池藩的支出大增，加上經常發生饑荒以及各種災害，導致財政狀況雪上加霜。對此，蓮池藩在享保9年（1724年）2月出售森林，又從大坂的商人處借錢來籌集參勤交代的費用，僅主要債主鴻池屋在天保13年（1842年）至明治4年（1871年）為止的債務便達金21,334兩和銀5,667貫。元文3年（1738年）8月，蓮池藩由於無法籌集參勤交代的費用，因此提出希望佐賀藩能夠向幕府請求免去參勤交代被拒。最終在延享元年5月5日（1744年6月15日），佐賀藩各支藩的藩主均稱病來推遲參勤交代，因此遭到幕府譴責。明和4年（1767年），蓮池藩以大坂藩邸來抵債。天明8年（1788年）、寬政8年（1796年）起連續兩年以以及享和2年至享和7年（1802年至1807年），蓮池藩的財政均由佐賀藩代管。
文化5年11月10日（1808年12月26日），藩主鍋島直溫受到費頓號事件影響而被處以謹慎。文化13年4月6日（1816年5月2日），直溫致仕，由鍋島直與繼位。文政元年11月8日（1818年12月5日），佐賀藩打算廢除鹿島藩，遭到直溫和直與的強烈反對。天保13年正月16日（1842年2月25日），江戶幕府打算任命直與為寺社奉行，不過在佐賀藩藩主鍋島齊正提出異議以及直與也無意就任的情況下告吹。弘化2年7月28日（1845年8月30日），直與致仕，由鍋島直紀繼位。嘉永7年2月21日（1854年3月19日），佐賀藩各支藩的藩主獲免除參勤交代等公務，為期五年，作為交換在安政3年（1856年）4月奉命加強在長崎的防禦，前者需要花費3,060兩，後者卻是9,750兩，安政5年（1858年）11月到期後改為11月參勤，2月回程，同時協防長崎。翌年3月12日（1859年4月14日），蓮池藩讓高島淺五郎協助製造新式大砲。
元治元年（1864年）3月，蓮池藩再度奉命協防長崎而獲免除公務為期五年。同年7月2日（8月3日），直紀在齊正的反對以及直與的支持下朝覲。同年12月，長州征討爆發，蓮池藩也有派兵參戰，慶應2年（1866年）9月第二次長州征討時則留守。慶應4年（1868年），直紀雖然獲任命為甲府城代，但是以患病為由推辭。明治元年10月5日（1868年11月18日），家老石井忠躬領兵前往出羽國，然而由於當地戰事早已結束，因此蓮池藩便與松江藩在11月11日（12月24日）一同奉船越衛之命於酒田戒備。明治2年（1869年）2月，蓮池藩奉命護送會津藩藩士南摩綱紀等人前往新發田。同年9月22日（10月26日），藩兵啟程返回領地，在橫濱乘坐英國船艦前往兵庫時，由於英國水手粗暴對待行李而一度爆發衝突。明治4年7月14日（1871年8月29日），廢藩置縣。

## 歷任藩主
| 家名   | 家格      | 名稱     | 石高                         | 藩領                                         |
| ------ | --------- | -------- | ---------------------------- | -------------------------------------------- |
| 鍋島家 | 外樣 陣屋 | 鍋島直澄 | 35,624石↓ 42,100石↓ 52,625石 | 肥前國佐賀郡、神埼郡、藤津郡、杵島郡和松浦郡 |
| 鍋島家 | 外樣 陣屋 | 鍋島直之 | 52,625石                     | 肥前國佐賀郡、神埼郡、藤津郡、杵島郡和松浦郡 |
| 鍋島家 | 外樣 陣屋 | 鍋島直稱 | 52,625石                     | 肥前國佐賀郡、神埼郡、藤津郡、杵島郡和松浦郡 |
| 鍋島家 | 外樣 陣屋 | 鍋島直恒 | 52,625石                     | 肥前國佐賀郡、神埼郡、藤津郡、杵島郡和松浦郡 |
| 鍋島家 | 外樣 陣屋 | 鍋島直興 | 52,625石                     | 肥前國佐賀郡、神埼郡、藤津郡、杵島郡和松浦郡 |
| 鍋島家 | 外樣 陣屋 | 鍋島直寬 | 52,625石                     | 肥前國佐賀郡、神埼郡、藤津郡、杵島郡和松浦郡 |
| 鍋島家 | 外樣 陣屋 | 鍋島直溫 | 52,625石                     | 肥前國佐賀郡、神埼郡、藤津郡、杵島郡和松浦郡 |
| 鍋島家 | 外樣 陣屋 | 鍋島直與 | 52,625石                     | 肥前國佐賀郡、神埼郡、藤津郡、杵島郡和松浦郡 |
| 鍋島家 | 外樣 陣屋 | 鍋島直紀 | 52,625石                     | 肥前國佐賀郡、神埼郡、藤津郡、杵島郡和松浦郡 |

## 領地
| 令制國 | 郡     | 領地 |
| ------ | ------ | --- |
| 肥前國 | 佐賀郡 | 東西村、蓮池村 |
| 肥前國 | 神埼郡 | 直島村、嘉納村、永歌村、下西村、姊村、崎村、小松村、見島村、余江村、古賀村                                         |
| 肥前國 | 杵島郡 | 川上村、本部村、山中村、上野村、上瀧村、大日村、片白村、成瀨村                                                     |
| 肥前國 | 藤津郡 | 馬場下村、久間村、大草野村、不動山村、下宿村、吉田村、下野村、岩屋川內村、伏原村、五丁田村、谷所村、井手村、真崎村 |
| 肥前國 | 松浦郡 | 提川村 |

## 註解
1. ↑  蓮池現為佐賀縣佐賀市蓮池町（日语：蓮池町）蓮池[1]。
2. ↑  上屋敷現在位於東京都港區六本木7丁目3−10[2]，下屋敷是港區高輪3丁目10地域醫療機能推進機構東京高輪醫院（日语：地域医療機能推進機構東京高輪病院）一帶[3][4]，藏屋敷則是大阪府大阪市西區土佐堀（日语：土佐堀）1丁目[5]。
3. ↑  南川原現為佐賀縣西松浦郡有田町南原和南山，上久間山現為佐賀縣嬉野市鹽田町（日语：塩田町 (佐賀県)）大字久間牛坂、中通和堤上一帶[1][7][8][9][10]。
4. ↑  鹽田現為嬉野市鹽田町大字馬場下鹽田[10][12]。

## 外部連結
- . kotobank （日语）.